# Hyundai Automobili Italia Importazioni
Hyundai Automobili Italia Importazioni S.p.A. war von 1990 bis 2008 Generalimporteur für Fahrzeuge der südkoreanischen Automobilmarke Hyundai nach Italien. Der Hauptsitz des im Jahre 1990 gegründeten Unternehmens befand sich in Mailand. 
Das Unternehmen war ein Mitglied der Gruppo Koelliker, die sich auf Import und Vertrieb von Fahrzeugen aus Fernost spezialisiert hat. Für Logistik und Lagerhaltung griff HAII auf andere Tochtergesellschaften der Gruppo Koelliker zurück; ebenso wurde der Import 1997 auf Hyundai selbst übertragen. Für das Jahr 2001 wurde ein Umsatz von mehr als 469 Mio. Euro ausgewiesen.
Am 27. Oktober 2008 wurde das Unternehmen von Hyundai übernommen und durch die heutige Hyundai Motor Company Italy S.p.A. ersetzt. Insgesamt wurden von HAII in fast 19 Jahren rund 500.000 Fahrzeuge verkauft.